# Иркутская областная государственная универсальная научная библиотека имени И. И. Молчанова-Сибирского
Иркутская областная государственная универсальная научная библиотека имени И. И. Молчанова-Сибирского — является центральной библиотекой Иркутской области, областной Книжной палатой и областной государственной библиотекой-депозитарием, научным и методическим центром в сфере библиотечного дела на территории Иркутской области, а также координатором централизованной библиотечной системы Иркутской области.

## История создания
В Иркутской летописи, составленной Н. С. Романовым, значится: «13 марта открыта (временно помещается в Иркутском женском училище, на мелочном базаре, в доме Забелина»
В мае 1864 года библиотека поступила в ведение Городского общества.
С конца 1870 года после введения в Иркутске нового городового положения библиотека начала получать от городской думы субсидию и имела возможность улучшить свое положение.
24 июня 1879 года в городском пожаре библиотека не избежала общей участи. Сохранилась незначительная часть фонда, выданного на дом читателям.
26 октября 1887 года библиотека была переведена по распоряжению местной думы в каменный отремонтированный дом бывшей гауптвахты на Тихвинской площади.
30 ноября 1920 года, в соответствии с Постановлением Иркутского губернского отдела народного образования, Иркутская городская публичная библиотека преобразована в Губернское книгохранилище с передачей в ведение библиотечной секции Губернского отдела народного образования.
27 августа 1925 года был подписан акт о приеме для библиотеки дома по улице Свердлова, 45. 24 сентября библиотека была закрыта в связи с переездом в новое помещение. И 7 августа 1926 года Губернская центральная библиотека приняла первых посетителей.
В ноябре 1926 года, после упразднения Иркутской губернии, Иркутская губернская центральная библиотека была переименована в Окружную центральную библиотеку.
26 апреля 1937 года президиум Восточно-Сибирского облисполкома постановил реорганизовать Иркутскую центральную городскую библиотеку в областную.
29 июня 1959 года приказом Министерства культуры РСФСР Иркутская областная библиотека утверждается зональной по вопросам краеведения.
В год 100-летнего юбилея областной библиотеке присвоено имя поэта, общественного деятеля И. И. Молчанова-Сибирского.
В 1986 году награждена Почётной грамотой Президиума Верховного совета РСФСР.
В 1990 году отделы библиотеки из аварийного здания на Чехова переехали на Российскую, 20.
В марте 2000 года Иркутская областная публичная библиотека была переименована в Иркутскую областную государственную универсальную научную библиотеку им. И. И. Молчанова-Сибирского.
28 марта 2013 года состоялось торжественное открытие нового здания библиотеки им. И. И. Молчанова-Сибирского.